# .cc
.cc為澳洲海外領地科科斯（基林）群島國家及地區頂級域（ccTLD）的域名。
eNIC集团于2000年向印度洋上的科科斯群岛购得.cc，2001年1月开通，注册局为eNIC Corporation。

## 使用
.cc域名常被教会组织使用，因为“CC”是基督教会或天主教会的缩写。
一些采用知识共享许可协议的开放源代码项目的主页也使用.cc域名。

## 外部連結
- IANA .cc whois information（页面存档备份，存于）
- .cc Homepage（页面存档备份，存于）